# Irene Andres-Suárez
Irene Andrés-Suárez (León, 17 de julio de 1948) es una hispanista española.

## Biografía
Irene Andrés-Suárez se licenció en Filología Hispánica en la Universidad de Oviedo en 1974. Se doctoró en la misma disciplina en la Universidad de Ginebra en 1982, con la tesis titulada Los cuentos de Ignacio Aldecoa. Consideraciones teóricas sobre el cuento literario, que posteriormente publicaría como libro en 1986.
Andres-Suárez es catedrática de Literatura en la Universidad de Neuchâtel (Suiza), donde dirige el Centro de Investigación de Narrativa Española y organiza desde 1993 el Grand Séminaire, un coloquio internacional sobre los escritores españoles contemporáneos. 
Es especialista en literatura española contemporánea y ha dedicado a ésta numerosos artículos y varios libros, entre otros, Los cuentos de Ignacio Aldecoa, Consideraciones teóricas sobre el cuento literario (1986), La novela y el cuento frente a frente (1995) y La inmigración en la literatura española contemporánea (2002). Ha sido pionera en el estudio del microrrelato español, género al que ha dedicado más de una veintena de trabajos y un congreso internacional, cuyas actas se publicaron bajo el título La era de la brevedad. El microrrelato hispánico (2008).